# Effrosýni Karasarlídou
Effrosýni Karasarlídou (en grec Ευφροσύνη Καρασαρλίδου), née le 17 août 1962 à Giannakochori en Grèce, est une femme politique grecque.

## Biographie
Aux élections législatives grecques de janvier 2015, elle est élue députée au Parlement grec sur la liste de la SYRIZA dans la circonscription de l'Imathie.